# Otto Bumbel
Pedro Otto Bumbel Berbigier (* 6. Juli 1914 in Taquara; † 2. August 1998 in Porto Alegre) war ein brasilianischer Fußballspieler  und -trainer.

## Karriere
Seine Laufbahn als Spieler ist kaum dokumentiert. Seine Trainerlaufbahn begann er bereits mit 23 Jahren in Brasilien beim EC Novo Hamburgo. Mit den Jahren erarbeitete er sich genügend Reputation, um auch Anstellungen in Erstligaklubs zu finden. 1953 übernahm er die Nationalmannschaft von Costa Rica und 1956 die von Honduras.
Danach zog es ihn nach Europa. Hier trainierte er verschiedene Klubs in Portugal und Spanien. Darunter befanden sich namhafte Klubs wie der FC Porto oder auch Atlético Madrid. Meist betreute er eine Mannschaft allerdings nur für eine Saison.

## Erfolge
CD Saprissa
- Meister Costa Rica: 1952

FC Porto
- Taça de Portugal: 1957/58

Atlético Madrid
- Copa del Generalísimo: 1965